# Rivière Camitogama
Pour les articles homonymes, voir Camitogama.
La rivière Camitogama est un affluent de la rive sud de la partie ouest du réservoir Dozois, coulant dans le canton de Villedonné, dans le territoire non organisé de Réservoir-Dozois, dans la municipalité régionale de comté (MRC) de La Vallée-de-l'Or, dans la région administrative de l’Abitibi-Témiscamingue, au Québec, au Canada.
La rivière Camitogama coule entièrement en territoire forestier dans la réserve faunique La Vérendrye. La foresterie constitue la principale activité économique de ce bassin versant ; les activités récréotouristiques, en second. La surface de la rivière est habituellement gelée du début de la mi-décembre à la mi-avril.

## Géographie
La rivière Camitogama prend sa source à l’embouchure du lac Camitogama (qui est en forme de V ouvert vers le sud d’une longueur : 2,9 km pour la branche Ouest et 2,6 km pour la branche Est ; altitude : 351 m). Ce lac chevauche les cantons de Villedonné et de Beaumouchel.
Le lac Camitogama est contiguë au lac Carrière (longueur : 11,7 km ; altitude : 351 m) qui est situé au sud-est. Le lac Camitogama reçoit par le sud la décharge du lac Canimina (longueur : 14,6 km ; altitude : 354 m).
L’embouchure du lac Camitogama est située à 1,0 km à l'est de la confluence de la rivière Camitogama, à 1,6 km à l'ouest du lac Cawatose et à 8,3 km au sud-est de la route 117.
Les principaux bassins versants voisins de la rivière Camitogama sont :
- côté nord : réservoir Dozois, rivière des Outaouais ;
- côté est : lac Camitogama, lac Cawatose ;
- côté sud : lac Carrière, lac Canimina ;
- côté ouest : lac Gravigny, lac Carrière, baie Young du réservoir Dozois.

À partir de l’embouchure du lac Camitogama, la rivière Camitogama coule sur 6,4 km selon les segments suivants :
- 4,5 km dont 0,6 km vers le nord-ouest, km vers le sud en traversant une zone de marais et en formant une boucle vers l'est et 1,1 km vers le nord-ouest en traversant une série de rapides, jusqu’à la décharge du lac Arlène (venant du sud) ;
- 1,9 km vers le nord-ouest, jusqu'à la confluence de la rivière[2].

La rivière Camitogama se décharge au fond d’une baie (longueur : 1,4 km) de la rive sud d’une plus grande baie du réservoir Dozois lequel est traversé vers l'ouest par la rivière des Outaouais.
Cette confluence de la rivière Camitogama est située, à 8,4 km au sud-est de la route 117, à 2,6 km à l'ouest du lac Cawatose, à 97,9 km au sud-est du centre-ville de Val d’Or et à 15,5 km au sud-est du barrage Bourque situé à l’embouchure du Réservoir Dozois.

## Toponymie
Le mot Camitogama est d'origine amérindienne de la nation algonquine.
Le toponyme rivière Camitogama a été officialisé le 5 décembre 1968 à la Commission de toponymie du Québec.